# Cormocephalus cognatus
Cormocephalus cognatus är en mångfotingart som beskrevs av Ribaut 1923. Cormocephalus cognatus ingår i släktet Cormocephalus och familjen Scolopendridae.
Artens utbredningsområde är Nya Kaledonien. Inga underarter finns listade i Catalogue of Life.